# 哈娜·利什科娃
哈娜·利什科娃（捷克語：Hana Lišková，1952年6月4日—），捷克女子竞技体操运动员。她曾代表捷克斯洛伐克参加1968年和1972年夏季奥林匹克运动会体操比赛，其中1968年奥运会获得一枚银牌。